# Júlio Borges
Júlio Borges é um município brasileiro do estado do Piauí.

## Localização
| Noroeste: Parnaguá                           | Norte: Curimatá                            | Nordeste: Avelino Lopes              |
| Oeste: Parnaguá                              |                                            | Leste: Avelino Lopes e Buritirama/BA |
| Sudoeste: Parnaguá e Santa Rita de Cássia/BA | Sul: Santa Rita de Cássia/BA e Mansidão/BA | Sudeste: Buritirama/BA e Mansidão/BA |

## História
O município de Júlio Borges começou a se formar perto do riacho Grande, onde o primeiro habitante foi um lavrador de nome João Moisés, que se instalou com sua família e ali se dedicaram à agricultura - principalmente na plantação de cana-de-açúcar - e à criação de poucos gados, caprinos e suínos.
Por volta 1910 após as enchentes do riacho, ao abaixar das águas, ficaram grandes quantidades de lama, supõe-se que daí surgiu o nome Lameirão.
Em 1926 terminando uma luta entre os Nogueiras e José Onório em Paranaguá a quem pertencia a este município, algumas localidades vizinhas foram praticamente destruídas, foram chegando aqui novos habitantes e se agruparam em forma de povoado que mais tarde recebeu o nome de povoado Lameirão.
Com o aumento dos habitantes, surgiu a ideia de criarem uma feira, a qual funcionou embaixo de uma árvore (o saboneteiro) enlatada feita de bagaço de cana  onde ali vendiam batatas, bananas, rapaduras e cachaças extraída da cana-de-açúcar que plantavam, fumo de corda, serviam bolo, cafezinho e se divertiam em matinês.
Com a aglomeração das famílias, surgiu a necessidade de um terreno do município para habitação de pessoas que chegavam de vários lugares, decidiram-se os proprietários Cecilio Amancio Ribeiro e Adelino Ribeiro da Silva (neto doSrº João Moisés. Venderam uma área de terra de quinze hectares) sendo sete e meio hectares de cada, na qual foi construída  um barracão, para a qual foi transferida, tendo ao redor as casas comerciais, Cecilio Amancio com tecidos e Vastualdo Lustosa  com bebidas .
Devido à necessidade de uma autoridade foi nomeada como subdelegado o Srº Gumercindo Pinto da Silva para resolver os desentendimentos, pois vinha feirantes de todas as localidades circunvizinhas, daí surgiu o entrosamento dos brejeiros  e aqui continuou  o núcleo principal cujo nome Pov. Lameirão.
Em 1954, os habitantes começaram a se engajar na área política tendo seu primeiro vereador do município de Curimatá, Cecilio Amancio Ribeiro, tornando se eleito como vereador em 1958, daí em diante abriu caminho para mais representantes políticos, vereadores e vice-prefeitos.
Em 26 de janeiro de 1994 o município foi criado pela lei estadual nº 4680 recebendo o nome de Júlio Borges, um ilustre político local que contribuiu para o desenvolvimento deste município.
Considerando a emancipação política administrativa do Município, através  do voto direto nas eleições municipais de 1996, foi eleito Prefeito de Júlio Borges  o Srº Raimundo Ribeiro de Carvalho, professor, que dedicou na área da educação e desenvolvimento deste município, Vice-Pefeito o Sr° Adail Porto Camelo, e uma Câmara Municipal constituída de 9 (nove) vereadores.
Em 29 de março de 1997, foi empossado um delegado chamado Antônio Alves Ferreira.
O Município de Júlio Borges fica situado na micro-região chapada do extremo sul piauiense.

## Geografia
Localiza-se a uma latitude 10º19'44.32" sul e a uma longitude 44º16'86" oeste, estando a uma altitude de 389 metros. Sua população estimada em 2004 era de 5.280 habitantes.

## Religião
| Religião       | %    |
| -------------- | ---- |
| Catolicismo    | 82,6 |
| Protestantismo | 14,1 |
| Outras         | 0,8  |
| Sem religião   | 2,5  |